# داربست

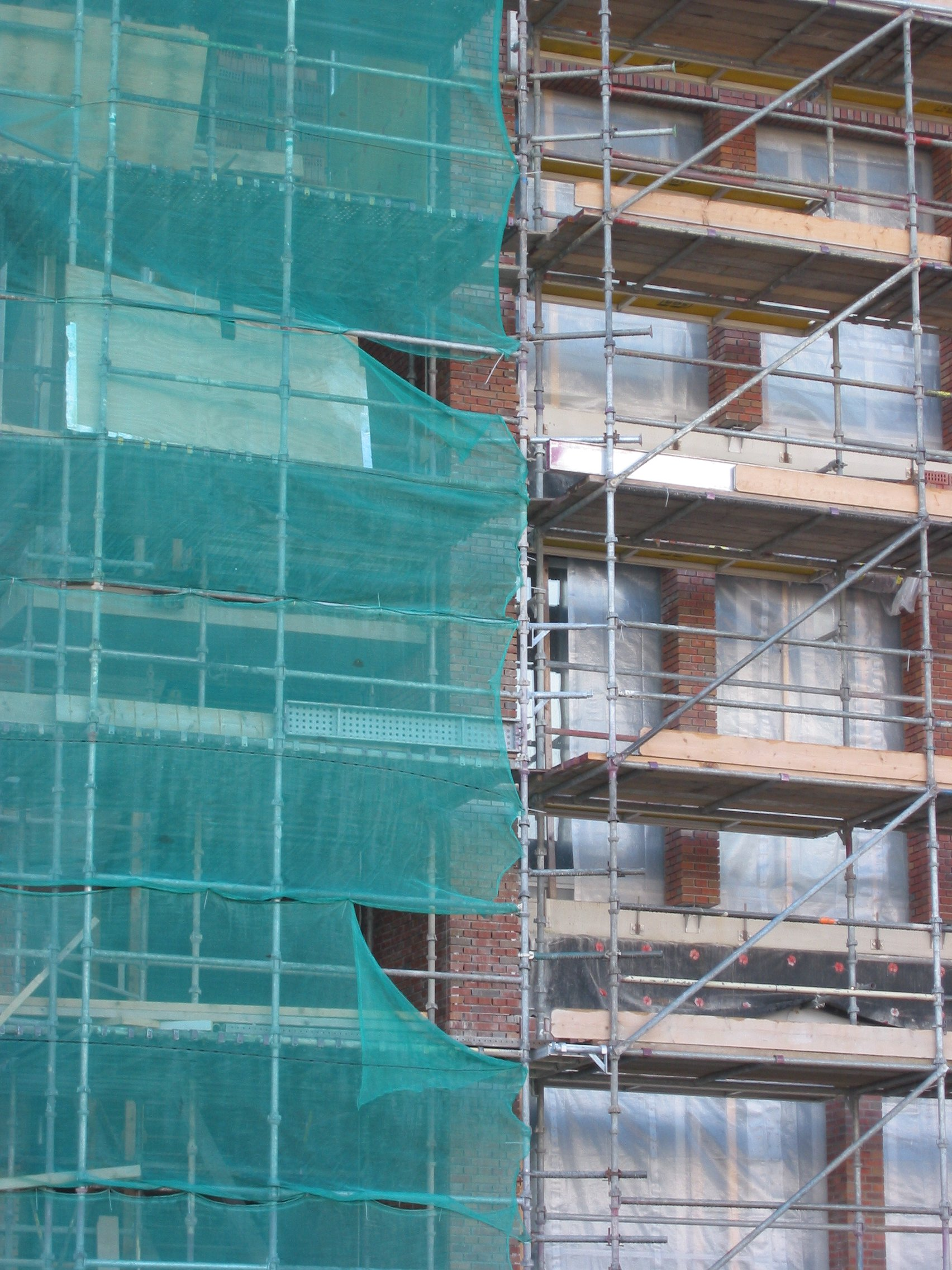
داربست فلزی و توری حفاظتی

داربَست یک سازه چوبی یا فلزی موقتی است که برای دسترسی به نقاط دشوار به هنگام ساخت یا تعمیر ساختمان‌ها و دیگر سازه‌ها بکار می‌رود.
داربست‌ها که از میله‌های فلزی و چوبی ساخته می‌شوند گاه به عنوان تکیه‌گاه برای بخشی از دیگر سازه‌ها هم استفاده می‌شوند.
ساخت داربست‌ها مهارت ویژه‌ای نیاز دارد زیرا در صورت فروریختن یک داربست خطر تلفات جانی بسیار زیاد است.

## داربست فلزی
داربست‌های فلزی عموماً از جنس فولاد با قطر ۴۸٫۳ ساخته می‌شوند و که در اصطلاح به آنها لوله ۵ سانتی نیز گفته می‌شود. حداقل ضحامت این لوله‌ها ۴ میلی‌متر بوده که به وسیله بَست‌های مربوطه به یکدیگر اتصال پیدا کرده و مونتاژ می‌شوند.

### انواع داربست‌های مورد استفاده در ساختمان
یکی از مهم‌ترین موارد استفاده از داربست، انجام کارهای ساختمانی است. داربست‌های مختلفی با کاربردهای متفاوت در ساختمان سازی وجود دارد.
- داربست تک
- داربست دوتایی
- داربست‌های کنسولی
- داربست معلق
- داربست پایه دار
- داربست فولادی

## داربست چوبی
داربست‌های چوبی اکثراً به صورت ثابت بوده که از چوب‌های گرد یا نردبان‌های مخصوص برای ساخت این نوع داربست‌ها استفاده می‌شود. به‌طور کلی، هر زمان برای برپا کردن داربست از تخته، خرک و پل موقت استفاده شود، داربست ایجاد شده را داربست چوبی می‌نامند.

## ابزار و تجهیزات مورد نیاز جهت برپایی داربست
1. لوله های فولادی
2. بست های فلزی
3. مغزی
4. کفشک یا پایه فولادی
5. لنگر یا مهاربند داربست پیچی
6. چرخ های فولادی
7. آچار دوسر رینگ کروم وانادیم استاندارد
8. گونیا  تراز شیلنگ تراز و شاقول
9. طناب ایمنی
10. کمربند ایمنی و کفش مخصوص
11. شبکه های توری حفاظتی

## بست داربست
بست داربست قطعه‌ای فلزی است که برای اتصال لوله‌های داربستی در زوایا و موقعیت‌های مختلف مورد استفاده قرار می‌گیرد. این قطعات کوچک اما بسیار مهم، نقش اساسی در استحکام و پایداری سازه داربستی ایفا می‌کنند.

### انواع بست داربست و کاربرد های آن

#### 1. بست ساده (بست ثابت)

##### مشخصات:
- رایج‌ترین و پرمصرف‌ترین نوع بست
- دارای دو فک برای اتصال دو لوله داربستی به صورت عمودی یا افقی
- ساخته شده از چدن داکتیل یا فولاد گالوانیزه

##### کاربردها:
- اتصال لوله‌های داربست به صورت عمودی یا افقی
- استفاده در ساخت اسکلت اصلی داربست
- اجرای داربست‌های نمای ساختمان

#### 2. بست گردان (بست چرخشی)

##### مشخصات:
- دارای قابلیت چرخش 360 درجه
- مناسب برای اتصال لوله‌ها با زاویه دلخواه
- ساخته شده از فولاد مقاوم و گالوانیزه

##### کاربردها:
- اجرای داربست‌های پیچیده با زوایای متغیر
- ساخت داربست‌های صنعتی و پالایشگاهی
- نصب داربست روی سازه‌های غیرمعمول و منحنی شکل

#### 3. بست مغزی (بست داخل لوله)

##### مشخصات:
- قطعه‌ای استوانه‌ای شکل که داخل دو لوله قرار می‌گیرد
- جهت افزایش استحکام اتصال در امتداد لوله

##### کاربردها:
- اتصال لوله‌ها به صورت خطی و در راستای هم
- افزایش طول لوله‌های داربستی
- کاربرد در داربست‌های سنگین و مرتفع

#### 4. بست الحاقی (بست رابط)

##### مشخصات:
- مشابه بست مغزی اما نصب بیرونی دارد
- دارای پیچ و مهره برای اتصال محکم

##### کاربردها:
- افزایش طول لوله‌ها
- تعمیر بخش‌های آسیب‌دیده داربست
- اجرای داربست‌های موقت یا تغییر شکل سریع سازه

#### 5. بست چهارپیچ (سنگین)

##### مشخصات:
- ساخته شده از چدن نشکن یا فولاد سنگین
- دارای چهار پیچ برای اتصال فوق‌العاده محکم

##### کاربردها:
- استفاده در داربست‌های سنگین و پروژه‌های بلندمرتبه
- کاربرد در کارگاه‌های صنعتی و نفت و گاز
- مناسب برای شرایط بارگذاری بالا

#### 6. بست کله‌قندی

##### مشخصات:
- شکل خاص برای اتصال داربست به سازه‌های بتنی یا فلزی
- استفاده از پین یا پیچ برای قفل شدن روی سازه

##### کاربردها:
- تثبیت داربست به ساختمان اصلی
- استفاده در پروژه‌های عمرانی با نیاز به مهاربندی بیشتر

#### 7. بست کفی (بست پله یا کفراژ)

##### مشخصات:
- اتصال لوله داربست به صفحه فلزی یا سطح صاف
- معمولاً برای ساخت سکو یا سکوی کاری استفاده می‌شود

##### کاربردها:
- ایجاد سطح ایمن برای کارگران
- اجرای کفراژبندی و سکوهای بتنی
- ساخت سکوهای کار در ارتفاع

1. ↑  عمران آنلاین[پیوند مرده]
2. ↑  «داربست فلزی».
3. ↑  «انواع بست داربست».